# 베이커 스트리트역
베이커 스트리트 역(Baker Street Station)은 런던 시티오브웨스트민스터의 매릴번에 위치하고 있는 런던 지하철의 역이다. 트래블카드 1구역(Travelcard Zone 1)에 포함되며, 다섯 개의 노선이 지나간다. 1863년에 메트로폴리탄 철도(MR) 역으로 개업한, 세계 최초의 지하철 역의 일곱 곳 중 하나이다.
서클 선과 해머스미스 & 시티 선에는 그레이트포틀랜드 스트리트 역과 에지웨어 로드 역 사이에 있고, 메트로폴리탄 선에서는 그레이트포틀랜드 스트리트 역과 핀치리 로드 역 사이에 있고, 베이컬루 선에서는 리젠트 파크 역과 매릴번 역 사이에, 주빌리 선에서는 본드 가 역과 세인트 존스 우드 역 사이에 있다.

## 역사

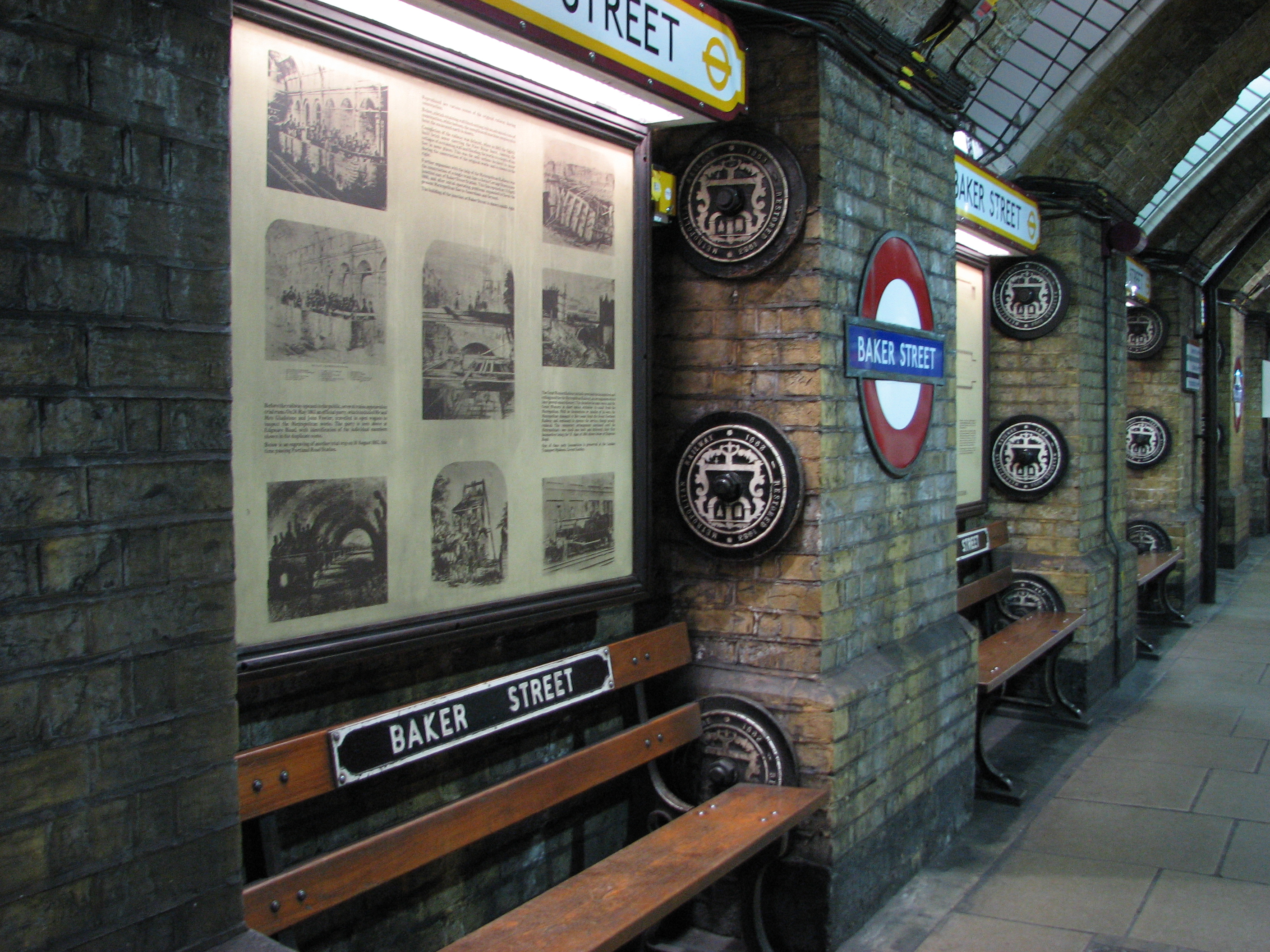
베이커 스트리트 역 서클/해머스미스&시티 선 승강장

베이커 스트리트 역은 1863년 1월 10일에 메트로폴리탄 철도(Metropolitan Railway, 약칭 MR)에 의해 세계 최초의 지하철 첫 번째 구간의 역 중 하나로서 개업했다. 개업 당시의 승강장은 현재 서클 선과 해머스미스 & 시티 선의 2노선이 발착한다.
1868년 4월 13일, 이 승강장에서부터, 스위스 코티지 역(현재의 주빌리 선 스위스 코티지 역과는 다른 역으로, 현재는 폐역되었다.)간의 지선의 일부로 현재 메트로폴리탄 선이 오가는 승강장이 개통하였다. MR의 역은 주로, 미들섹스와 왓퍼드방면의 보통 열차를 제공하는 LNWR(London and North Western Railway)의 유스턴 역, 이후 에일즈버리(Aylesbury) 방면 및 동선을 더 넘어서까지 급행 열차를 제공하는 GCR(Great Central Railway)의 메릴번 역에서 모두 여객 운송량으로 경쟁하였다.
그 후 수십 년 동안, 역 4개의 승강장은 많은 개보수를 받았다. 현재 메트로폴리탄 선 승강장은 주로 1925년부터 지어진 것으로, 건축가 찰스 월터 클락(Charles Walter Clark)이 설계한 지하 구조 부분 역시 같은 시기에 지어진 것이다.
현재 베이컬루 선의 승강장은 1906년 3월 10일에, 베이커 스트리트 앤드 워털루 철도(Baker Street and Waterloo Railway, 약칭 BS&WR, 현재의 베이컬루 선)의 초기 개업 구간의 북측 끝 지점으로 개업하였다. 이후 1907년 3월 28일에 노선이 메릴번 역으로 확장한 이후 중간역으로 전환하였다. 베이커 스트리트 역에서 핀칠리 로 역(Finchley Road)까지 지하 터널을 건설 한 후, 1939년 11월 20일부터 웸블리 파크 역(Wembley Park)에서 스탠모어 역(Stanmore)간의 메트로폴리탄 선 스탠모어 지선 및 핀칠리 로 역과 웸블리 파크 역 사이의 중간 역을 이어 베이컬루 선 스탠모어 지선으로 했다.
1979년 5월 1일, 새로 북부 방면의 승강장을 더하여, 베이커 스트리트 역-웸블리 파크-스탠모어 역 간의 베이컬루 선 스탠모어 지선을 이어받아, 차링 크로스 역-베이커 스트리트 역을 새로 건설하여 주빌리 선이 개통하였다.
1973년 8월 23일, 폭탄이 매표소 안 의 쇼핑 봉투 속에서 발견되었다. 폭탄은 폭발물 처리 부대에 의해 제거되었다. 같은 달 30일에는 역무원 한 사람이 구름 다리 위에 다른 폭탄이 있는 것을 발견했다. 이것 역시, 부상자를 내지 않고 처리되었다.

## 현재

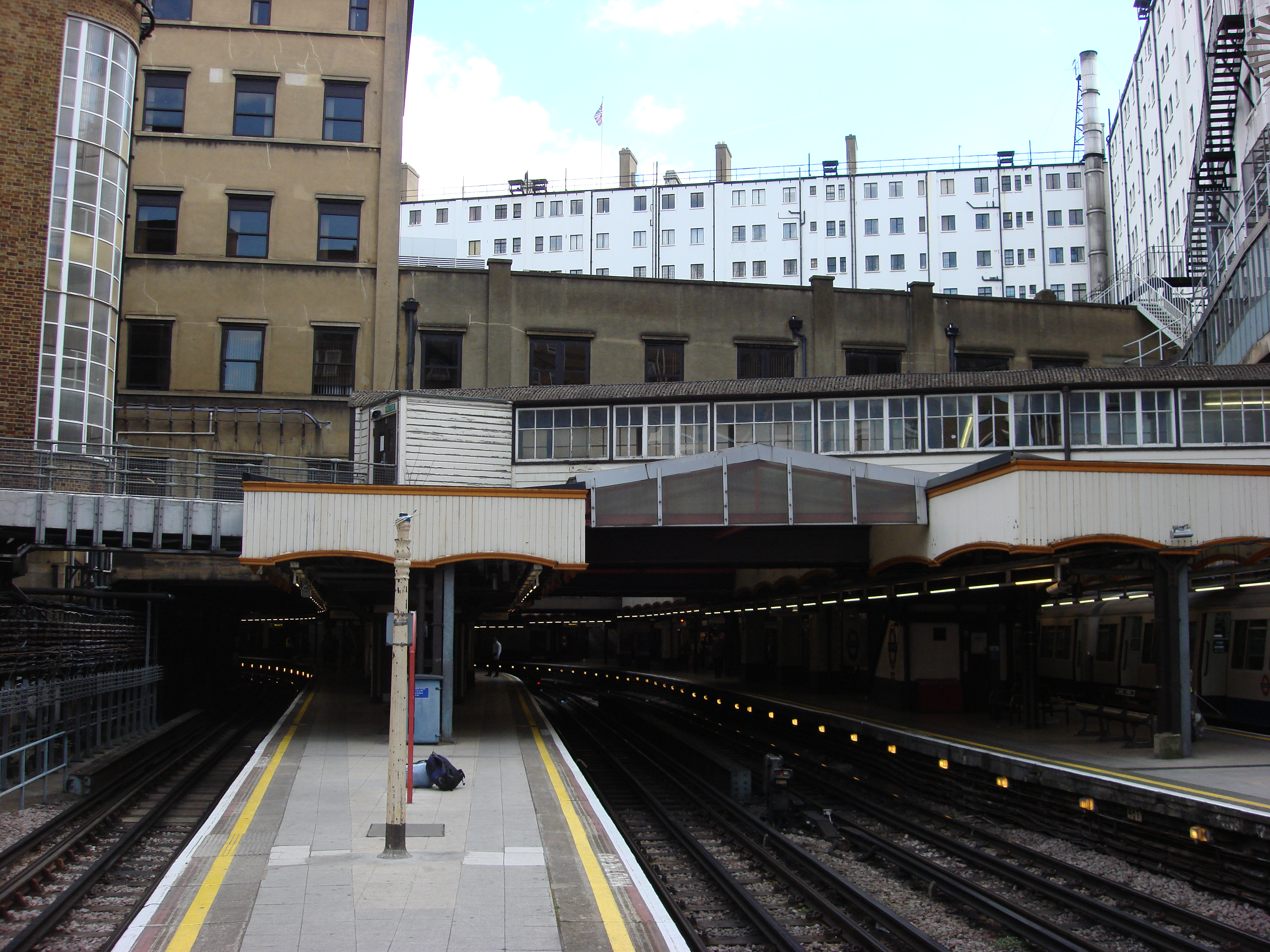
메트로폴리탄 선 승강장

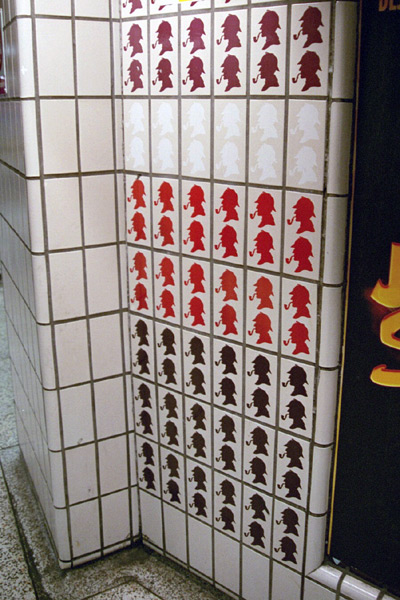
베이커 스트리트 역에 있는 소설 셜록 홈즈의 탐정 사무소를 기념하여 만든 독특한 타일

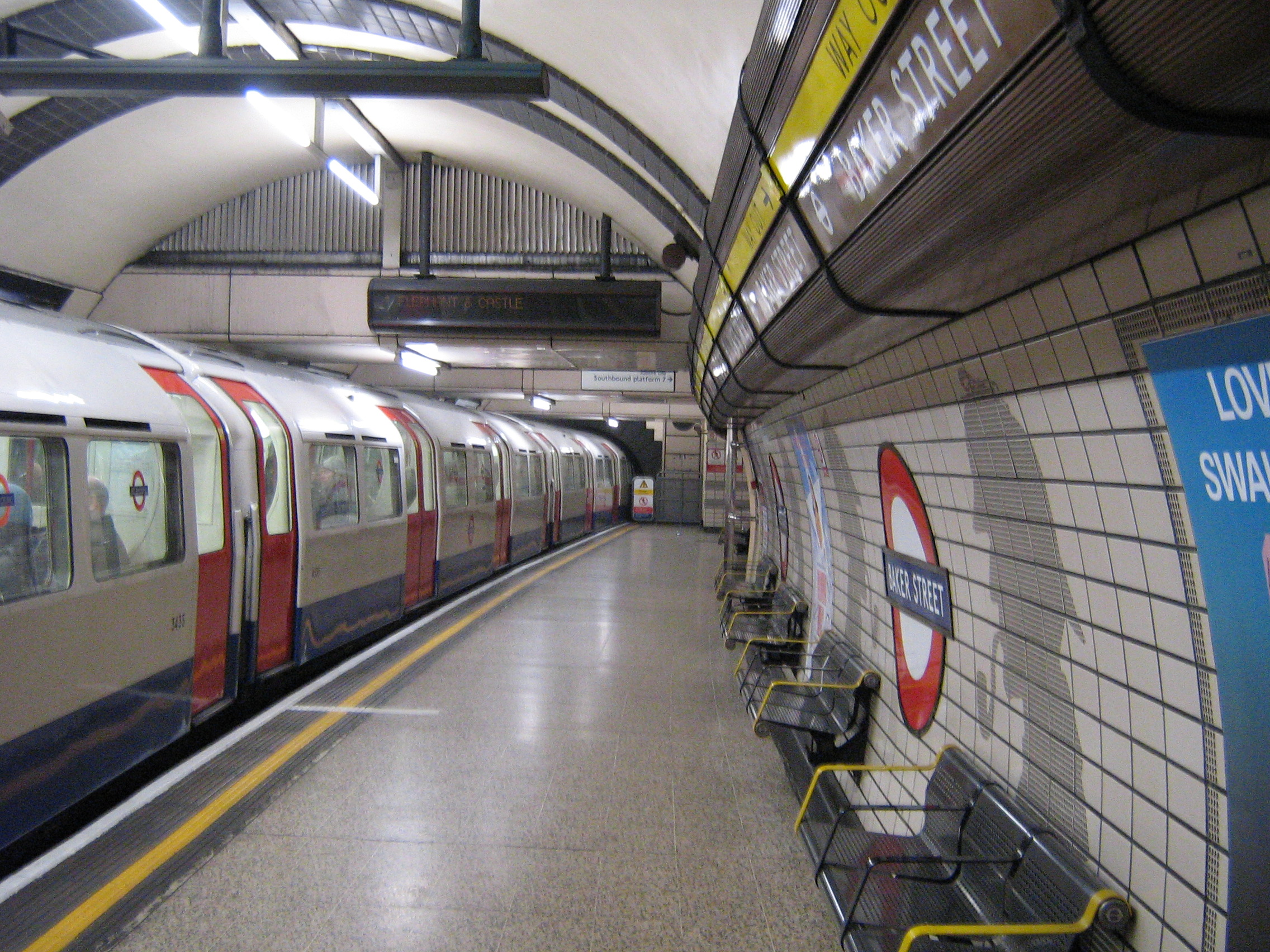
베이컬루 선 승강장 벽의 셜록 홈즈가 그려진 타일

베이커 스트리트 역은 메트로폴리탄 선의 4선, 베이컬루 선·주빌리 선의 각 2선, 서클 선·해머스미스&시티 선의 각 2선으로 총 10개 선이 지나며, 이는 런던 지하철 망 중 가장 많은 승강장을 가진 역이 되고 있다.
MR의 원래 역은, 저심도 지하의 서클 선·해머스미스&시티 선 승강장에 잘 보존되어 있으며, 승강장 벽에 이 역의 옛 설계도와 사진을 장식해놓았다.
역의 구조는 매우 복잡하다. 지하 저심도 역사는 지상역의 메트로폴리탄 선의 역과 연결되어있다. 일부 메트로폴리탄 선의 열차가 이 역에서 시·종착한다. 승강장 바로 남쪽에는 서클 선과 연결되는 곡선형 선로가 있고, 대다수 메트로폴리탄 선 열차는 시티오브런던의 알드게이트 역까지 운행한다.
그 밑에는 베이컬루 선과 주빌리 선의 역으로 고심도 지하에 자리잡고 있다. 이 두 노선은 평면 환승이 되도록 배치되어 있다. 베이컬루 선과 주빌리 선 승강장은 에스컬레이터를 통해 들어올 수 있다.
메릴번 로 출구 밖에는, 셜록 홈즈의 큰 상이 베이커 가에 있다는 가상의 탐정 사무소를 기념하고 있다. 이 동상은 2005년에 미국 CBS의 TV 프로그램 시리즈 "어메이징 레이스"에서 랜드 마크로 소개되었다.
1980년대에 베이커 스트리트 역의 가장 오래된 부분을 1863년 당시의 모습과 동일하도록 복원되었다.

## 역 구조
승강장은 해머스미스 & 시티 선, 서클 선 열차가 정차하는 저심도 승강장과, 베이컬루 선, 주빌리 선 열차가 정차하는 고심도 승강장, 메트로폴리탄 선 만이 정차하는 2면 4선 승강장으로 나뉜다.

### 메트로폴리탄 선
메트로폴리탄 선 승강장은 서클/해머스미스&시티 선과 같은 저심도 승강장이나, 베이커가 역에 도달하기 직전 분기하여 다른 저심도 승강장과는 별도로 나뉘어 있다.
| 메트로폴리탄 선 아머셤, 체셤*, 옥스브리지, 왓퍼드 방면                 |
| 1번 승강장 (북방면) 섬식 승강장 2번 승강장 (북방면)                    |
| 메트로폴리탄 선 알드게이트부터, 아머셤, 체셤*, 옥스브리지, 왓퍼드 방면 |
| 메트로폴리탄 선 알드게이트 방면                                        |
| 3번 승강장 (남방면) 섬식 승강장 4번 승강장 (북방면)                    |
| 메트로폴리탄 선 아머셤, 체셤*, 옥스브리지, 왓퍼드 방면                 |

* 제한 정차 운행

### 서클 선, 해머스미스 & 시티 선
| 상대식 승강장 5번 승강장 (동방면)                     |
| → 서클 선,해머스미스 & 시티 선 리버풀 스트리트 경유 → |
| ← 서클 선,해머스미스 & 시티 선 해머스미스 방면 ←      |
| 6번 승강장 (서방면) 상대식 승강장                     |

### 주빌리 선, 베이컬루 선

#### 남행
| → 주빌리 선 스트랫퍼드 방면 →                       |
| 7번 승강장 (남방면) 섬식 승강장 8번 승강장 (남방면) |
| → 베이컬루 선 엘리펀트 & 캐슬 방면 →                |

#### 북행
| ← 주빌리 선 스탠모어 방면 ←                          |
| 10번 승강장 (북방면) 섬식 승강장 9번 승강장 (북방면) |
| ← 베이컬루 선 해로 & 웰드스톤 방면 ←                 |

## 주변
역 출구는 베이커 가, 칠테른 가(승차권 필요), 매릴번 로에 있다. 주변 명소로는 리젠츠 파크, 로드 크리켓 그라운드, 셜록 홈즈 박물관, 마담 투소가 있다.

## 대중 문화
영화 셜록 홈즈: 그림자 게임에서는 베이커 스트리트 역의 베이컬루 선 승강장을 공사하는 장면이 나와있다.

## 인접한 역
| 베이컬루 선                                       | 베이컬루 선          | 베이컬루 선                                              |
| ------------------------------------------------- | -------------------- | -------------------------------------------------------- |
| 매릴번 해로 & 웰드스톤 방면                       | 베이컬루 선          | 리젠트 파크 엘리펀트 & 캐슬 방면                         |
| 서클 선                                           |                      |                                                          |
| 에지웨어 로드 해머스미스 방면                     | 서클 선              | 그레이트포틀랜드 스트리트 에지웨어 로드(알드게이트) 방면 |
| 해머스미스 & 시티 선                              |                      |                                                          |
| 에지웨어 로드 해머스미스 방면                     | 해머스미스 & 시티 선 | 그레이트포틀랜드 스트리트 바킹 방면                      |
| 주빌리 선                                         |                      |                                                          |
| 세인트 존스 우드 스탠모어 방면                    | 주빌리 선            | 본드 가 스트랫퍼드 방면                                  |
| 메트로폴리탄 선                                   |                      |                                                          |
| 핀치리 로드 아머셤, 체셤, 옥스브리지, 왓퍼드 방면 | 메트로폴리탄 선      | 그레이트포틀랜드 스트리트 알드게이트 방면                |
| 메트로폴리탄 선                                   |                      |                                                          |
| 핀칠리 로드 아머셤, 체셤, 억스브리지, 왓퍼드 방면 | 메트로폴리탄 선      | 시·종착역                                                |